# Microiulus storkani
Microiulus storkani är en mångfotingart som först beskrevs av Karl Wilhelm Verhoeff 1932.  Microiulus storkani ingår i släktet Microiulus och familjen kejsardubbelfotingar. Inga underarter finns listade i Catalogue of Life.